# رؤیاهایی که با پول می‌توان خرید
رویاهایی که با پول می‌توان خرید (انگلیسی: Dreams That Money Can Buy) یک فیلم تجربی رنگی به کارگردانی هانس ریشتر است که در سال ۱۹۴۷ منتشر شد.ref>‘Hans Richter – Senses Of Cinema, Great Directors Issue 49</ref> از بازیگران آن می‌توان به لیبی هولمن و جاش وایت اشاره کرد.
این فیلم با همکاری هنرمندان نامداری چون ماکس ارنست، من ری، الکساندر کالدر، پل بولز، داریوس میو، جان کیج، لوئیز اپل‌بام، الکساندر کالدر، فرنان لژه و مارسل دوشان ساخته شد و برندهٔ جایزهٔ نخست «بهترین مشارکت غیر اقتباسی در زمینهٔ فیلم‌برداری» در جشنواره فیلم ونیز (۱۹۴۷) گردید.